# Piscidia havanensis
Piscidia havanensis är en ärtväxtart som först beskrevs av Nathaniel Lord Britton och William M. Wilson, och fick sitt nu gällande namn av Ignatz Urban och Erik Leonard Ekman. Piscidia havanensis ingår i släktet Piscidia och familjen ärtväxter. Inga underarter finns listade i Catalogue of Life.